# Eric Python IDE

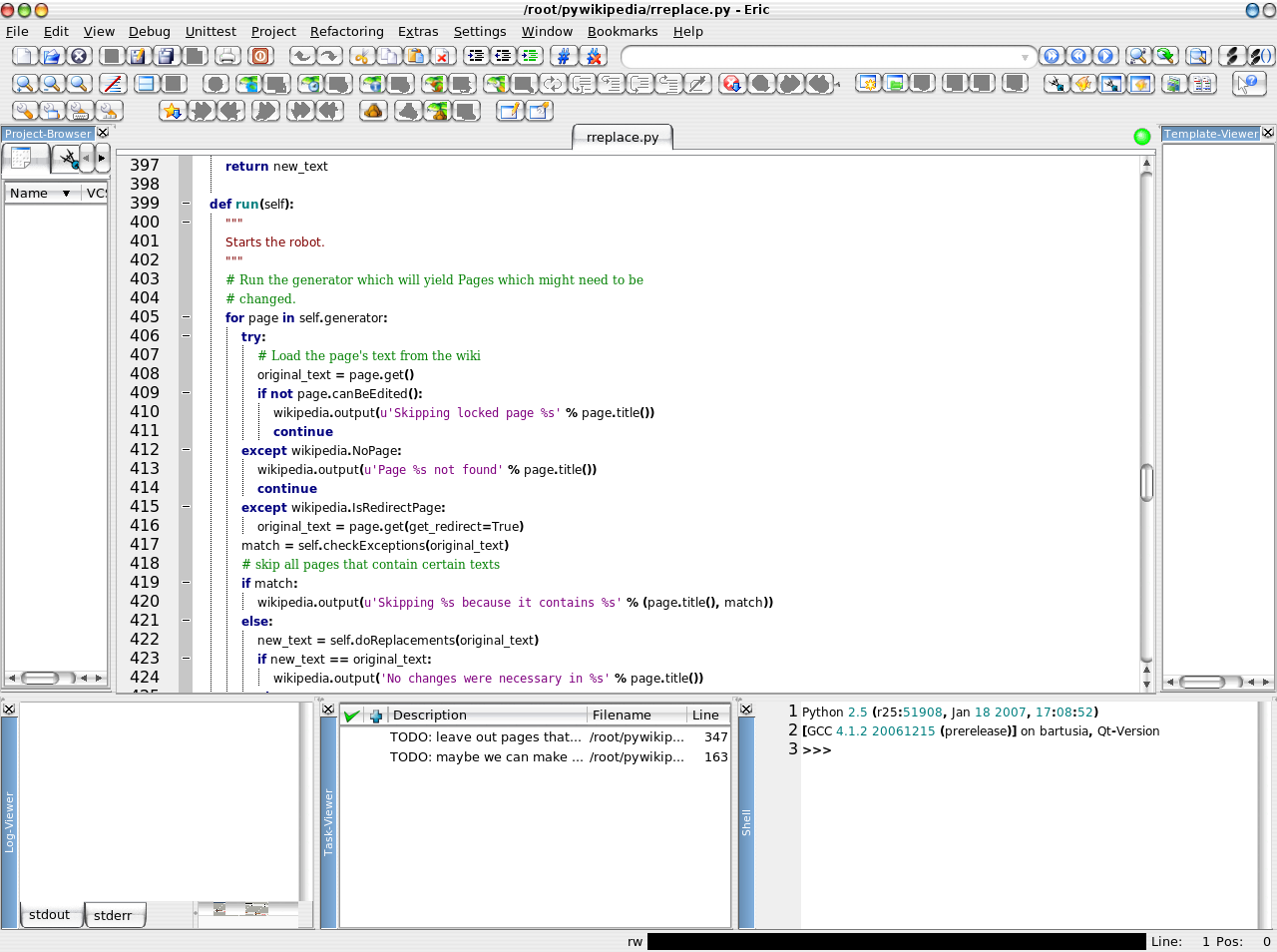
Eric Python IDE sendo executado na distribuiçãoArch Linux.

Eric Python IDE é um ambiente de desenvolvimento integrado multiplataforma para desenvolvimento na linguagem Python desenvolvido usando QScintilla, Qt e PyQT. 

## Características
- Integração com QtDesigner, QtLinguist
- Depurador integrado com editor
- Syntax Highlighting
- Autocompletação
- Possui integração com ferramenta de refatoração BicycleRepairMan
- Possui integração com PyUnit (testes unitários)
- Integra com CVS e Subversion
- Gera UML